# Michaił Mustygin
Michaił Michajłowicz Mustygin, ros. Михаил Михайлович Мустыгин (ur. 27 października 1937 w Kołomnie, w obwodzie moskiewskim, Rosyjska FSRR, ZSRR, zm. 27 stycznia 2023) – rosyjski piłkarz, grający na pozycji napastnika, trener piłkarski.

## Kariera piłkarska

### Kariera klubowa
W 1957 rozpoczął karierę piłkarską w miejscowym Awangardzie Kołomna. Kiedy przyszedł czas służyć w wojsku został skierowany do wojskowego klubu MWO Sierpuchow, skąd następnego roku służbowo przeniesiony do CSKA Moskwa. Za dwa sezony rozegrał tylko 14 meczów w moskiewskim klubie, dlatego w 1961 przeszedł do Biełarusi Mińsk, który po dwóch latach zmienił nazwę na Dynama Mińsk. Przez 8 lat gry w klubie pełnił funkcję kapitana drużyny, zaliczył ponad 200 występów w najwyższej lidze radzieckiej, strzelając 90 goli. Po sezonie 1968 przez problemy zdrowotne był zmuszony zakończyć swoją karierę piłkarską.

## Kariera trenerska
Po zakończeniu kariery piłkarskiej rozpoczął pracę trenerską z dziećmi. Najpierw pracował w Szkole Piłkarskiej Dynama Mińsk, a potem przeniósł się do Szkoły Motor Mińsk.

## Sukcesy i odznaczenia

### Sukcesy klubowe
- brązowy medalista Mistrzostw ZSRR: 1963

### Sukcesy indywidualne
- król strzelców Mistrzostw ZSRR: 1962 (17 goli), 1967 (19 goli)
- wybrany do listy 33 najlepszych piłkarzy ZSRR: Nr 2 (1963, 1967)

### Odznaczenia
- tytuł Mistrza Sportu ZSRR: 1963